# West Liberty (Ohio)
West Liberty ist ein Village im Logan County, Ohio, Vereinigte Staaten. Im Jahr 2020 hatte der Ort 1.770 Einwohner. Der Ort liegt in der Liberty Township im Süden des Countys. Einer der Gründer von Sigma Chi, Benjamin Piatt Runkle, wurde hier geboren.

## Geographie
Nach den Angaben des United States Census Bureaus hat der Ort eine Fläche von 2,9 km², ohne nennenswerten Gewässerflächen. Der Mad River strömt durch den Südosten von West Liberty.
Der U.S. Highway 68 verläuft als Detroit Street von Norden nach Süden durch West Liberty und bildet die Hauptstraße des Ortes. Die wichtigste Straße in Ost-West-Richtung West Libertys ist die State Route 245. Der östliche Endpunkt der State Route 508 liegt an der Kreuzung mit US 68 im Norden des Siedlungsgebietes; State Route 508 führt in Richtung De Graff westwärts.

## Demographie
Zum Zeitpunkt des United States Census 2000 bewohnten West Liberty 1813 Personen. Die Bevölkerungsdichte betrug 630,6 Personen pro km². Es gab 698 Wohneinheiten, durchschnittlich 242,8 pro km². Die Bevölkerung West Libertys bestand zu 98,46 % aus Weißen, 0,17 % Schwarzen, 0,28 % Native American, 0,28 % Asiaten, 0,11 % Pazifik-Insulaner, 0 % gaben an, anderen Rassen anzugehören, und 0,72 % nannten zwei oder mehr Rassen. 0,17 % der Bevölkerung erklärten, Hispanos oder Latinos jeglicher Rasse zu sein.
Die Bewohner West Libertys verteilten sich auf 660 Haushalte, von denen in 31,8 % Kinder unter 18 Jahren lebten. 54,2 % der Haushalte stellten Verheiratete, 8,8 % hatten einen weiblichen Haushaltsvorstand ohne Ehemann und 34,4 % bildeten keine Familien. 31,4 % der Haushalte bestanden aus Einzelpersonen und in 13,2 % aller Haushalte lebte jemand im Alter von 65 Jahren oder mehr alleine. Die durchschnittliche Haushaltsgröße betrug 2,36 und die durchschnittliche Familiengröße 2,98 Personen.
Die Bevölkerung verteilte sich auf 23,2 % Minderjährige, 6,4 % 18–24-Jährige, 23,5 % 25–44-Jährige, 19,3 % 45–64-Jährige und 27,6 % im Alter von 65 Jahren oder mehr. Das Durchschnittsalter betrug 43 Jahre. Auf jeweils 100 Frauen entfielen 76,2 Männer. Bei den über 18-Jährigen entfielen auf 100 Frauen 70,2 Männer.
Das mittlere Haushaltseinkommen in West Liberty betrug 38.819 US-Dollar und das mittlere Familieneinkommen erreichte die Höhe von 51.193 US-Dollar. Das Durchschnittseinkommen der Männer betrug 35.000 US-Dollar, gegenüber 26.518 US-Dollar bei den Frauen. Das Pro-Kopf-Einkommen belief sich auf 19.083 US-Dollar. 5,3 % der Bevölkerung und 4,9 % der Familien hatten ein Einkommen unterhalb der Armutsgrenze, davon waren 6,7 % der Minderjährigen und 5,0 % der Altersgruppe 65 Jahre und mehr betroffen.

## Persönlichkeiten
- J. Howard Kauffman (1919–2003), Soziologe
- Paul Price Yoder (1897–1965), Politiker, Vizegouverneur von Ohio